# Futur Drei
Futur Drei ist ein Coming-of-Age-Film von Faraz Shariat, der am 23. Februar 2020 im Rahmen der Filmfestspiele in Berlin seine Premiere feierte und am 24. September 2020 in die deutschen Kinos kam. Der autobiografische Spielfilm erzählt von Parvis, dem Sohn zweier Exil-Iraner, der alles in Deutschland, was seine Familie für ihn tut, für selbstverständlich erachtet und in einem Wohnprojekt für Flüchtlinge seine Sozialstunden ableisten muss. Dort lernt er die iranischen Geschwister Banafshe und Amon kennen.

## Handlung
Parvis ist Sohn von Exil-Iranern und lebt mit seinen Eltern in Hildesheim. Er genießt Freiheiten, von denen viele deutsche Jugendliche nur träumen können. Seine Eltern akzeptieren, dass er schwul ist, und er vergnügt sich mit Grindr-Dates und langen Clubnächten. Nach einem Ladendiebstahl muss er in einem Wohnprojekt für Flüchtlinge seine 120 Sozialstunden als Übersetzer ableisten. Dort wird er anfangs seltsam beäugt, weil er mit seinen blondierten Haaren sonderbar wirkt und sich bei einigen Aufgaben auch nicht sehr geschickt anstellt. Er nimmt auch an den Gesprächen teil, in denen über den weiteren Aufenthalt entschieden werden soll, und übersetzt absichtlich fehlerhaft, um Abschiebungen zu verhindern.
Er lernt den iranischen Flüchtling Amon kennen, der dort mit seiner Schwester Banafshe auf Aufenthaltserlaubnisse wartet. Von den anderen jungen Männern im Projekt wird Amon aufgefordert, keinen Kontakt mit dem Sonderling zu pflegen. Amon versteht nicht sofort, dass Parvis kein Bewohner des Projekts, sondern nur für seine Sozialstunden dort ist. Amon bewohnt ein Zimmer gemeinsam mit seiner Schwester, die schnell bemerkt, dass ihr Bruder Parvis mag, und ein wenig nachhilft, dass sie sich näher kommen. Nach einer gemeinsamen Partynacht gehen die drei zusammen zu ihm nach Hause. Amon hilft dem völlig betrunkenen Parvis beim Baden, und ein erster Kuss folgt. Banafshe erfährt von der Mutter die Hintergründe ihrer Flucht und wie der Neuanfang in Deutschland für sie damals war. Später erzählt sie ihrem Sohn, sie hätten sich all das in Deutschland nur für ihn aufgebaut.
Ein Projektmitarbeiter empfiehlt Banafshe eine Schutzehe, weil ihr die Abschiebung droht, und bietet sich sofort an, sie zu heiraten.
An dem Tag, an dem Parvis das letzte Mal im Projekt arbeitet, wird Banafshe gewarnt, dass die Polizei auf dem Weg ist, um ihre Abschiebung zu veranlassen. Sie will das Projekt verlassen, doch Parvis bringt sie und ihren Bruder erst einmal aus der Stadt heraus.

## Produktion
„Shariat schickt sein Alter Ego Parvis auf eine Erkenntnisreise, auf der er sich nicht nur seiner Wurzeln bewusst wird, sondern diese zu einer Rückeroberung seiner Identität nutzt.“

Regie führte Faraz Shariat, der gemeinsam mit Paulina Lorenz auch das Drehbuch schrieb. Es handelt sich nach einem Dokumentarfilm und einigen Kurz- und Werbefilmen um Shariats Spielfilmdebüt. Zudem produzierte er mit dem von beiden gegründeten Filmkollektiv JÜNGLINGE den Film. Die Geschichte, die der Film erzählt, ist autofiktional, hat jedoch starke biografische Züge. Auch Shariat wuchs als iranischer Migrant in zweiter Generation in Deutschland auf, und er musste 2015 selber Sozialstunden wegen Ladendiebstahls in einem Hildesheimer Hotel ableisten, wo minderjährige Geflüchtete untergebracht waren. Weil es an Dolmetschern fehlte, habe er Amts- oder Arztgespräche übersetzen müssen, in denen es um existenziell wichtige Fragen gegangen sei. Auf einmal sei er sich seiner Privilegien als in Deutschland Geborener bewusst geworden, so Shariat.
Zum Filmtitel erklärte Shariat: „Wir haben uns überlegt, wie man eine filmische Sprache entwickeln kann, die sich traut, eine Gesellschaft zu formen, anstatt sie zu reproduzieren. Eine Sprache, mit der man über die Zukunft spricht, die es aber eigentlich nicht gibt: Die nächste Zeitform wäre das Futur Drei.“
Der Film erhielt Produktionsförderungen von der Filmförderung Hamburg Schleswig-Holstein in Höhe von 20.000 Euro und von der Nordmedia – Film- und Mediengesellschaft Niedersachsen/Bremen mbH in Höhe von 100.000 Euro und von der Beauftragten der Bundesregierung für Kultur und Medien eine Verleihförderung von 20.000 Euro.
Eidin Jalali, der die Rolle des Amon spielt, gibt mit Futur Drei sein Filmdebüt. Banafshe Hourmazdi spielt dessen Schwester Banafshe, und Benjamin Radjaipour übernahm die Rolle von Shariats Alter Ego Parvis. Jürgen Vogel ist in einer Nebenrolle als Projektmitarbeiter Jan zu sehen, der Banafshe zu einer Schutzehe rät und sich selbst gleich als Kandidaten ins Spiel bringt.

Einer der Drehorte: die Gegend um die Tonkuhle in Hildesheim

Shariat hatte von seinem Vater rund 40 Stunden Videomaterial mit Aufzeichnungen aus seiner Kindheit in den 1990er Jahren bekommen, die er teilweise in seinen Film einbaute. Die zu Beginn verwendeten Homevideoaufnahmen zeigen den Regisseur als kleinen Jungen in einem Sailor-Moon-Kostüm tanzend. Sein Vater und seine Mutter, Mashid und Nasser, sind in dem VHS-Material ebenfalls zu sehen und spielen im Film zudem die Eltern der Hauptfigur.
Die Dreharbeiten fanden an 29 Drehtagen zwischen dem 6. August und dem 10. September 2018 in Hildesheim, in der Kulturfabrik Löseke und an der Tonkuhle, sowie in Hannover, Gronau und Göttingen statt.
Ab 23. Februar 2020 wurde der Film im Rahmen der Filmfestspiele in Berlin in der Sektion Panorama vorgestellt und feierte hier seine Premiere, wo er auch im Rahmen des Teddy Awards, einem eigenen Wettbewerb, gezeigt wurde. Anfang Juli 2020 wurde der Film beim Galway Film Fleadh online vorgestellt. Ab Ende August 2020 wurde er beim virtuell stattfindenden Outfest Los Angeles und beim Molodist International Film Festival, das in einer Hybridversion stattfand, im Wettbewerb vorgestellt. Im September 2020 steht er im Programm der Queerfilmnacht. Mitte September 2020 wird er im Rahmen der Filmkunstmesse Leipzig vorgestellt. Ein Kinostart in Deutschland erfolgte am 24. September 2020. Ende September 2020 wird er auch beim LGBT Film Festival in Polen gezeigt, Ende November, Anfang Dezember 2020 im Rahmen von Crossing Europe Extracts, einem Coronavirus-Pandemie-bedingten Alternativprogramm mit Online-Angebot und einer Reihe von physischen Events im Kino. Ebenfalls im Dezember 2020 soll er beim Les Arcs Film Festival vorgestellt werden.

## Rezeption

### Altersfreigabe
In Deutschland wurde der Film von der FSK ab 16 Jahren freigegeben. In der Freigabebegründung heißt es, Migrationserfahrung, experimentierende Sexualität, Freundschaft und erste Liebe würden differenziert und glaubhaft geschildert. Kinder unter 16 Jahren könnten durch die deutliche, teils offensive Darstellung von Sexszenen, besonders im Kontext von Prostitution, irritiert und überfordert werden, doch 16-Jährige seien in ihrer Entwicklung bereits weit genug, um diese Aspekte in die Entwicklungsgeschichte der Hauptfigur einzuordnen und sie eigenständig zu bewerten.

### Kritiken
Der Film stieß bislang auf die Zustimmung aller Kritiker bei Rotten Tomatoes bei einer durchschnittlichen Bewertung von 7,6 der möglichen 10 Punkte.
Sofia Glasl von der Süddeutschen Zeitung schreibt, Faraz Shariat schicke sein Alter Ego Parvis auf eine Erkenntnisreise, auf der er sich nicht nur seiner Wurzeln bewusst werde, sondern diese zu einer Rückeroberung seiner Identität nutze. Er lade dabei die klassische Story des Coming-of-Age-Films mit einer Selbstermächtigung auf: „Das ist eine wichtige Kehrtwende im deutschen Film – weg von Betroffenheitserzählungen und Feelgood-Komödien, die Geschichten von Flüchtlingen oder Migranten entweder emotional ausschlachten oder als Gagmaschine benutzen.“ Migrationserfahrungen dreier Generationen kommunizierten in Futur Drei in vibrierenden Bildern miteinander, und Shariat füge Homevideos aus seiner Kindheit, Parvis' offen gelebte Sexualität, das Einfamilienhaus in der Provinz, die Transitwelt im Flüchtlingszentrum und wilde Partynächte zu einem rauschhaften Sog aus Emotionen, Erfahrungen und Ästhetiken zusammen.
Andreas Busche vom Tagesspiegel schreibt, wie der Film eine Poesie aus Bildern und Sprache finde, ohne in das Sujet des Problemfilms zu verfallen, sei für ein Do-it-yourself-Debüt außergewöhnlich. Er spricht von einem doppelten Coming-out, einem queeren und einem kulturellen.
Sophia Zessnik vom Onlinemagazin ze.tt findet, das Ergebnis sei beeindruckend, nicht nur der vielschichtigen Perspektiven wegen, die zeigten, dass deutscher Film auch anders könne als heteronormative Geschichten weißer Figuren zu erzählen, auch die visuelle Ästhetik mache Futur Drei außergewöhnlich: „Halb Musikclip, halb dokumentarisches Homevideo wächst der Film noch während der Handlung – bis er am Ende ein echtes Arthouse-Meisterwerk wird.“
Thomas Abeltshauser von epd Film schreibt, der Film atme in jedem Moment das Leben: „Nichts Falsches oder bloß Behauptetes in den Dialogen, aber auch den auffallend unpeinlich inszenierten Party- und Sexszenen. Da waren ganz offensichtliche Talente am Werk, die von ihrer Lebenswirklichkeit erzählen und denen kein Fernsehredakteur und keine Filmförderung reingeredet haben.“ Weiter zitiert Abeltshauser Banafshe, die bei einer Wanderung in die Weite des Landes, das sie bald werde verlassen müssen, rufe: „Uns gehört die Welt!“, auch wenn es in dem Moment niemand außer den dreien höre.
Fabian Schäfer von queer.de nennt Futur Drei den „queeren Film des Jahres“. Neben der authentischen, so selten im Kino gezeigten Geschichte, lobt er den visuellen Stil des Films als „mal explizit, mal träumerisch und insgesamt so vielfältig wie der Film selbst“. Insgesamt ist Futur Drei ein „Film, der die Kraft hat, etwas anzustoßen, der einen hoffen lässt auf mehr solcher Geschichten, auf mehr Vielfalt und Abwechslung.“

### Einsatz im Unterricht
Das Onlineportal kinofenster.de empfiehlt den Film ab der 11. Klasse für die Unterrichtsfächer Deutsch, Gemeinschaftskunde, Ethik/Religion und Politik und bietet Materialien zum Film für den Unterricht. Dort schreibt Martin Schwarz, der Film fange das ambivalente Lebensgefühl junger Menschen ein, die dem tristen Alltag durch ausschweifende Nächte entkommen wollen, was ein guter Ausgangspunkt sei, um mit Jugendlichen über ihre eigene Situation und Emotionalität zu diskutieren. Im Rahmen des Deutschunterrichts könnten die Schülerinnen und Schüler Zukunftsszenarien für die drei Hauptfiguren entwerfen, wie bereits durch den Titel angedeutet.
In der Begründung der Deutschen Film- und Medienbewertung, von der Futur Drei mit dem Prädikat Besonders wertvoll versehen wurde, heißt es, ohne jemals aufdringlich zu wirken, lasse Shariats Spielfilmdebüt die Zuschauer an Parvis plötzlichem Erwachsenwerden teilhaben, und mit unglaublicher Wucht nähere er sich einem gesellschaftlich sensiblen Thema. Parvis‘ Unsicherheit bei der Identitätssuche und dem Zwischen-den-Welten-Wandern könnte man sich als Zuschauer in keiner Minute entziehen, was den Film zu einem körperlich spürbaren intensiven Kinoerlebnis mache. Mit der Geflüchtetenthematik erwachse ziemlich schnell ein weiterer Themenkomplex in der Handlung, der den Film durch die große gesellschaftliche Relevanz noch dichter und komplexer mache, denn die Geschwister sind nicht nur einzigartige Menschen, mit denen Parvis bald eine ganz besondere Beziehung verbindet, sie haben auch existenzielle Probleme, die Parvis mit seinem eigenen Selbstverständnis konfrontieren.
Im Herbst 2021 wird der Film im Rahmen der SchulKinoWochen gezeigt, unter anderem in Berlin.

### Auszeichnungen
Futur Drei wurde Anfang Januar 2020 in die Vorauswahl für den Deutschen Filmpreis aufgenommen, blieb aber bei Bekanntgabe der regulären Nominierungen unberücksichtigt. Im Folgenden weitere Auszeichnungen und Nominierungen.
Deutscher Schauspielpreis 2020
- Nominierung als Bester Nachwuchs (Benjamin Radjaipour)

Festival Internacional de Cine en Guadalajara 2020
- Nominierung als Bester Spielfilm (Faraz Shariat)
- Auszeichnung mit dem Preis der Jury in der Sektion Premio Maguey (Faraz Shariat)[35][36]

Filmkunstmesse Leipzig 2020
- Auszeichnung mit dem Gilde-Filmpreis in der Kategorie Bester Film Junges Kino[37]

First Steps Award 2019
- Auszeichnung als Bester abendfüllender Spielfilm (Faraz Shariat)
- Auszeichnung als Bestes Ensemble mit dem Götz-George-Nachwuchspreis (Banafshe Hourmazdi, Eidin Jalali und Benjamin Radjaipour)[2][14]

Internationale Filmfestspiele Berlin 2020
- Nominierung als Bester Erstlingsfilm[38]
- Auszeichnung mit dem Teddy Award als Bester Spielfilm
- Auszeichnung mit dem Teddy Readers’ Award
- Zweitplatzierter des Panorama-Publikums-Preises

Molodist International Film Festival 2020
- Nominierung im Wettbewerb
- Special Jury Diploma in der Sektion Sunny Bunny (Faraz Shariat)[19][39]

Outfest Los Angeles 2020
- Auszeichnung für das Beste Drehbuch mit dem Grand Jury Prize – International Narrative (Faraz Shariat und Paulina Lorenz)[40]

Preis der deutschen Filmkritik 2021
- Nominierung für das Beste Spielfilmdebüt (Faraz Shariat)
- Nominierung als Bester Darsteller (Benjamin Radjaipour)
- Nominierung für die Beste Filmmusik (Jan Günther, Jakob Hüffell und Säye Skye)[41]

Toronto LGBTQ Film Festival Inside Out 2020
- Auszeichnung als Bester Erstlingsfilm (Faraz Shariat)[42]